# El poder del deseo
El poder del deseo es el quinto álbum de estudio de la banda española de heavy metal Lujuria y fue lanzado por Locomotive Music en 2003.  Un año después fue republicado por la misma discográfica.
Este disco contiene temas que hablan de personajes históricos como Wolfgang Amadeus Mozart, Antonio Salieri y Ramsés II.  Además, incluye una versión de «Traidor», canción del grupo español de heavy metal Muro.

## Lista de canciones
Todas las canciones fueron escritas por Lujuria, excepto donde se indica lo contrario.

| Side one |                                        |                                          |          |  |
| N.º      | Título                                 | Escritor(es)                             | Duración |  |
| 1.       | «Mozart y Salieri»                     |                                          | 5:13     |  |
| 2.       | «Dejad que los niños se acerquen a mí» |                                          | 4:12     |  |
| 3.       | «Impotencia criminal»                  |                                          | 5:11     |  |
| 4.       | «Sólo son rosas»                       |                                          | 4:08     |  |
| 5.       | «Levántate y anda»                     |                                          | 4:44     |  |
| 6.       | «Príapo (El cañón humano)»             |                                          | 3:34     |  |
| 7.       | «Las orgías de Ramsés el Grande»       |                                          | 3:47     |  |
| 8.       | «Joda a quién joda»                    |                                          | 4:44     |  |
| 9.       | «Cadena perpetua lejos de ti»          |                                          | 4:32     |  |
| 10.      | «Traidor» (cóver de Muro)              | Silverio Solórzano / José Manuel Navarro | 4:32     |  |
| 11.      | «El poder del deseo»                   |                                          | 4:52     |  |

## Créditos
- Óscar Sancho — voz
- Julio Herranz — guitarra líder
- Jesús Sanz — guitarra rítmica
- Javier Gallardo — bajo
- César Frutos — batería
- Nuria de la Cruz — teclados